# Tabanus mesnili
Tabanus mesnili är en tvåvingeart som beskrevs av Surcouf 1909. Tabanus mesnili ingår i släktet Tabanus och familjen bromsar.
Artens utbredningsområde är Etiopien. Inga underarter finns listade i Catalogue of Life.